# Йосафат Басташич
Йосафат Басташич (хорв. Jozafat Bastašić; 1 травня 1740, Дращі-Врх — 28 серпня 1793, Шид) — церковний діяч Габсбурзької монархії хорватського походження, василіянин, доктор богослов'я, педагог, префект Барбареум (1775—1780), другий єпископ Крижевецької єпархії (1788—1793).

## Життєпис
Народився 1 травня 1740 року в Дращі-Врх у сім'ї Івана та Анни. Вступив до Василіянського чину і закінчив студії в Папській Грецькій колегії святого Атанасія в Римі (1754—1765), де здобув докторат з богослов'я. Висвячений на священика 1765 року. Завдяки єпископу Василю Божичковичу став цензором і коректором церковнослов'янських, сербських і хорватських книг у Відні при «іллірійській» друкарні Йозефа Курцбека. 26 серпня 1775 року іменований префектом Греко-католицької духовної семінарії у Відні (Барбареум). У 1777 році став архимандритом монастиря святої Пульхерії в Крижевцях і генеральним вікарієм крижевецького єпископа Василя Божичковича, проте ще до 15 жовтня 1780 року виконував обов'язки префекта семінарії.
8 квітня (або 26 червня) 1788 року імператор Йосиф II іменував Йосафата Басташича крижевецьким єпископом. Вибір був потверджений Апостольським Престолом 30 березня 1789 року. Єпископські свячення отримав 6 грудня 1790 року в церкві святої Варвари у Відні з рук мукачівського єпископа Андрія Бачинського і орадського єпископа Ігнатія Дарабанта, ЧСВВ.
Помер 28 серпня 1793 року в місті Шид (нині Сербія).